# Siddons Patera
Siddons Patera est une caldeira volcanique située sur la planète Vénus par 61,6° N et 340,6° E, sur le bord méridional du haut plateau de Lakshmi Planum, à l'est de Danu Montes et au nord-est de Clotho Tessera. Sa nature volcanique est révélée par les tubes de lave effondrés visibles à l'ouest de cette structure circulaire difficile à caractériser précisément.
Deux autres structures du même type, mais plus grandes et encore moins caractérisées, sont également visibles sur les images radar de la sonde Magellan le long du bord méridional de Lakshmi, à l'est de Siddons.